# Томасаміл
Томасаміл (ісп. Cerro Tomasamil) — гора у горах Кордильєра-Оксиденталь в департаменті Потосі у Болівії, розташована на схід від вулкана Ольяґуе.

## Географія
Абсолютна висота вершини 5830 метрів над рівнем моря, за іншими джерелами — 5890 м. Відносна висота гори — 1590 м. За цим показником вона займає 163-тє місце в Південній Америці, 18-те в горах Кордильєра-Оксиденталь та 10-те в Болівії. Найвище сідло вершини, по якому вимірюється її відносна висота, має висоту 4240 м над рівнем моря, за іншими даними — 4300 м, при абсолютній висоті 5890 м. Топографічна ізоляція вершини відносно найближчої вищої гори Каньяпа (5900 м), яка розташована на південному заході, становить 20,14 км.